# Måbärsknoppmal
Måbärsknoppmal, Lampronia redimitella är en fjärilsart som först beskrevs av Friederike Lienig och Philipp Christoph Zeller 1846.  Måbärsknoppmal ingår i släktet Lampronia, och familjen knoppmalar. Enligt den finländska rödlistan är arten nära hotad i Finland. Arten är reproducerande i Sverige. Artens livsmiljö är fuktiga lundar.